# ジョージ・ルイス・スコット
ジョージ・ルイス・スコット（George Lewis Scott、1708年5月1日 - 1780年12月7日）は、イギリスの数学者・文学者である。1751年から1755年まで、後に国王となるジョージ3世の家庭教師を務めた。歴史家のエドワード・ギボンや詩人のジェームズ・トムソンなど、ジョージ王朝時代の文壇の人々との親交があり、「研究結果を世に出さなかったアマチュア数学者の中で、おそらく最も優れた数学者」と評された。
作家のサラ・スコットと結婚したが、1年足らずで別れている。弟のキャロライン・フレデリック・スコットは陸軍士官で、1745年ジャコバイト蜂起の際の残虐な行為で知られる。

## 生涯

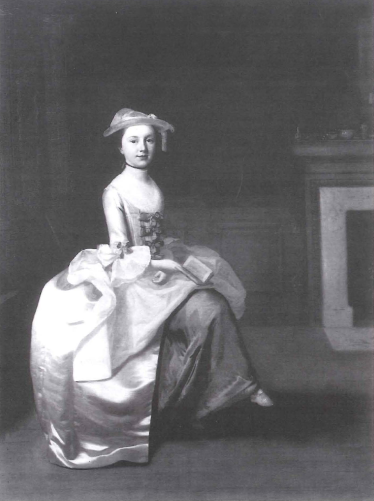
サラ・スコット。1751年に結婚したが、翌年に別居した。

ジョージ・ルイス・スコットは、1708年にハノーファー王国で3人兄弟の長男として生まれた。母のマリオンはスコットランドの法務総裁ジェームズ・スチュワート卿の娘である。父のジェームズはハノーファー選帝侯ゲオルク・ルートヴィヒ（後のイギリス国王ジョージ1世）の親友であり、ドイツ諸邦で外交官として活躍した。大北方戦争に関与していたハノーファーにおいて、この役職は重要なものであり、ジェームズは大北方戦争の終結に向けた交渉に深く関わった。
1726年に父ジェームズが亡くなると、母マリオンは子供たちをライデン大学に通わせるためにオランダに移住した。

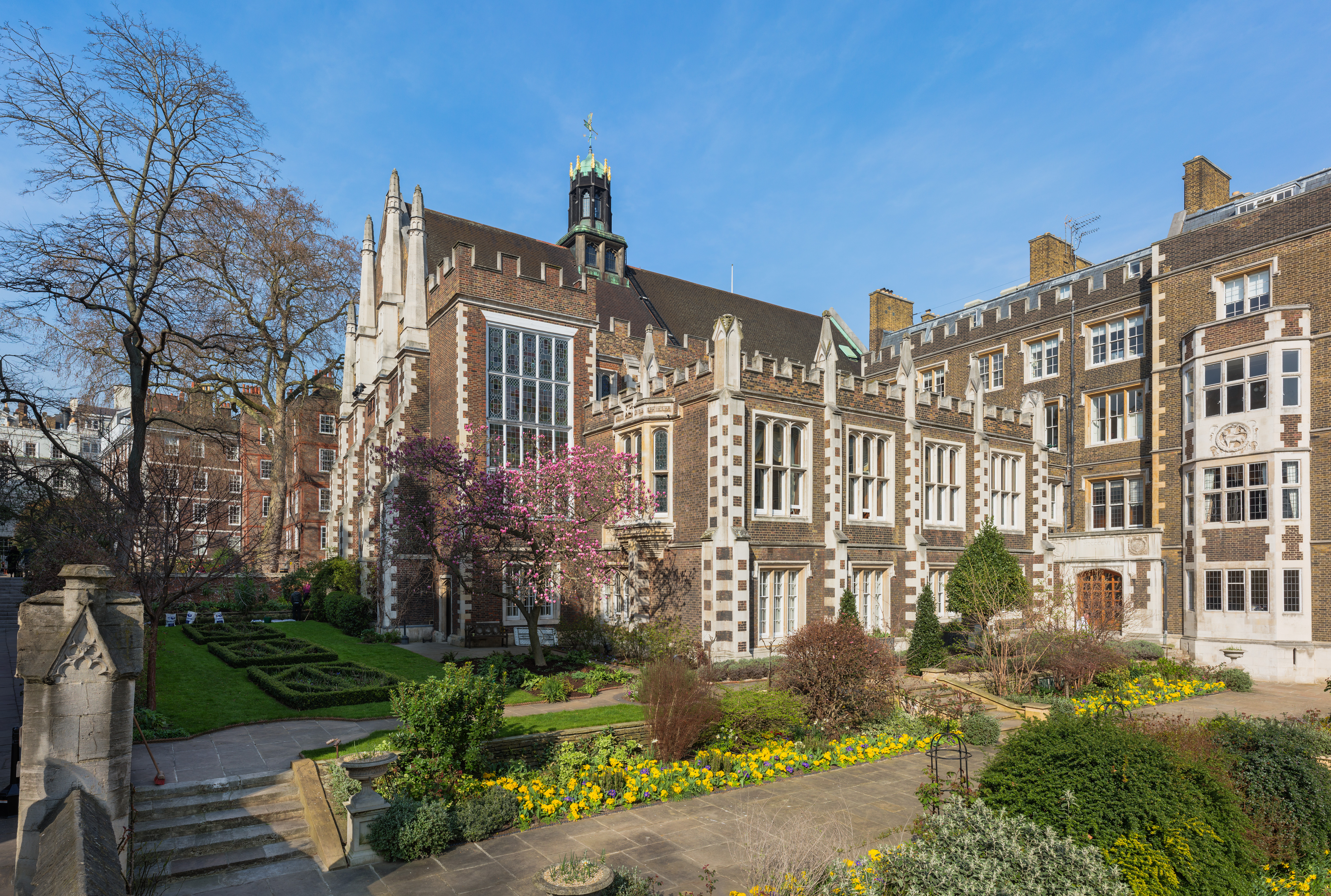
ロンドン・ミドル・テンプル。ここで弁護士資格を取得した。

スコットは、ライデン大学卒業後、ロンドンのミドル・テンプルで法律を学んだ。ミドル・テンプルは、ロンドンに4つある法曹院のうちの1つで、これらの法曹院はいずれも近接している。スコットは、ミドル・テンプルで取得した弁護士資格は生涯でほとんど使わなかったものの、ここで多くの友人を作った。その中には、グレイ法曹院に下宿していた百科事典編集者のイーフレイム・チェンバーズ（1680-1740）や、リンカーン法曹院の学生で後の妻サラの兄のトーマス・ロビンソン（1714-1747）もいた 。
詩人のジェームズ・トムソンや出版者のアンドリュー・ミラーなどが参加していたロンドンのスコットランド人サークルに加盟し、文学におけるキャリアをスタートさせた。この3人は、1735年にロンドンで設立された学習推奨会(Society for the Encouragement of Learning)のメンバーだった。スコットは、1736年6月3日にロンドン考古協会のフェローとなり、1737年5月5日に王立協会フェローとなった。
スコットは、ロンドンに長年住んでいたユグノーの数学者アブラーム・ド・モアブルに師事していたと言われている。スコットは当時数学の専門家として評価されており、1760年代には経度委員会のメンバーに任命されていた。1767年から1779年までマリシャル・カレッジの数学科長を務めたウィリアム・トレイル（1746-1831）とは母方の遠縁に当たり、二人は頻繁に手紙のやり取りをしていた。数学者のロバート・シムソンも友人の一人であり、二人の手紙の一部がトレイルによるシムソンの伝記に掲載されている。

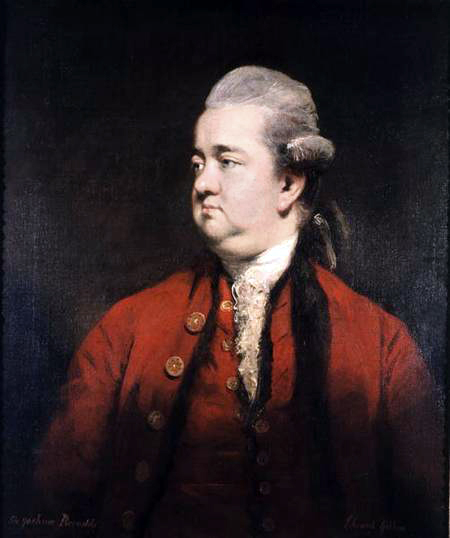
親友の歴史家エドワード・ギボン (1737-1794)

スコットは、元ジャコバイトの政治家で、トーリー党の理論家であるボリングブルック子爵の文筆家としても活動していた。1750年11月、ボリングブルック卿は王太子フレデリックに対し、その息子のジョージ（後の国王ジョージ3世）のサブプリセプター（家庭教師）としてスコットを推薦した。これにより安定した収入が見込めることから、スコットは友人トーマス・ロビンソンの妹であるサラ・ロビンソンと結婚し、ロンドン中心部のレスター・スクウェアに家を借りた。
1751年4月にフレデリックが王太子のまま亡くなると、その息子のジョージが王太子となり、ノリッジ主教のトーマス・ヘイターがプリセプター（主任家庭教師）に任命された。ヘイターがホイッグ党員だったのに対し、スコットはジャコバイトと見られており、また、スコットのいとこで経済学者のジェームズ・ステュアートが1745年ジャコバイト蜂起に参加したために追放されていた。ホレス・ウォルポールが書いたと見られる、王太子ジョージがジャコバイトを手近に置いているという内容の覚書が出回ったことで、ヘイター、スコット、その他の宮臣たちの間で激しい政治的議論と分裂が起こった。
1752年4月、妻のサラはその父と兄弟によって実家に連れ戻された。スコットはサラに年100ポンドの生活費を支払うことに同意したが、正式に離婚することはなかった。サラが実家に戻された理由は明らかにされず、様々な噂が飛び交った。2人は生涯、相手に対する恨み言を言っていたという。

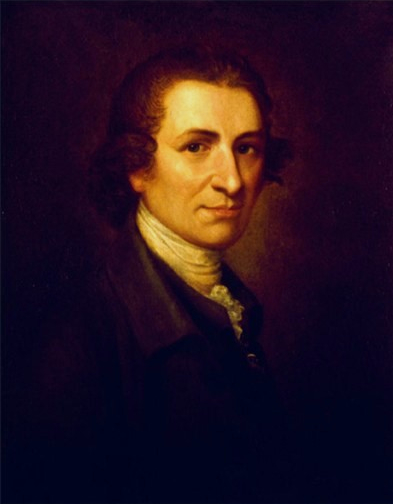
トマス・ペイン。彼をベンジャミン・フランクリンに紹介したのはスコットであると伝えられている。

百科事典『サイクロペディア』を編集・出版していた友人のイーフレイム・チェンバーズが1740年に亡くなった。チェンバーズは補遺編のための資料を集めており、スコットはその仕事を引き継いで補遺編を出版するよう依頼された。1753年に全2巻の補遺編が出版され、その対価として1,500ポンドを受け取った。
1755年にジョージの家庭教師を解任されたが、1758年には物品税長官に任命され、経度委員会の委員も務めた。
1767年、エドワード・ギボンとジャック・ジョルジュ・ディヴェルダンから、"Mémoires Littéraires de la Grand-Bretagne"（「イギリスの文学的記憶」）に掲載するための、イギリスの物理学と数学の現状についての論文を依頼された。1775年、ギボンは『ローマ帝国衰亡史』の一部をスコットに送ってコメントを求めた。
スコットの名前は、ロンドンのインテリ層の一員として、友人や知人からの手紙に頻繁に登場する。スコットは優れた音楽家でもあり、ヨハン・クリストフ・ペープシュが王立協会に提出する古代ギリシア音楽に関する論文を手伝った。1807年から1818年まで海軍財務官を務めたジョージ・ローズは、スコットを「感じの良い、高潔で、節度のある、私が知っている中で最も心地の良い気質の持ち主」と称賛している。ファニー・バーニーは、「背が高くて大きく、とても社交的で陽気」と評している。
サミュエル・ジョンソンやアレクサンダー・ボズウェル（伝記作家ジェイムズ・ボズウェルの父）とも親交がある。ボズウェルはスコットのことを「私にとても親切で礼儀正しかった」と記している。スコットは1779年に政治理論家のトマス・ペインを紹介され、知り合いとなった。ペインのジョージ3世に対する見解は、スコットとの議論から得られたと言われている。また、スコットはベンジャミン・フランクリンにペインを紹介し、この行為はアメリカとヨーロッパに大きな影響を与えた。
1780年12月7日にロンドンで死去した。